# 25858 Donherbert
25858 Donherbert este un asteroid din centura principală de asteroizi.

## Descriere
25858 Donherbert este un asteroid din centura principală de asteroizi. A fost descoperit pe 10 martie 2000 în cadrul proiectului CSS. Asteroidul prezintă o orbită caracterizată de o semiaxă mare de 3,04 ua, o excentricitate de 0,05 și o înclinație de 16,3° în raport cu ecliptica.